# Nefrita
La nefrita és una varietat de gra fi de la sèrie de la ferroactinolita - tremolita; més concretament es pot dir que és una varietat de gra fi de l'actinolita; és el més comú i menys valuós dels dos tipus de jade que existeixen. L'altre és la jadeïta.
És un silicat càlcic de magnesi o de ferro propi de roques metamòrfiques. Sol aparèixer en forma d'agregats compactes de fibres entrellaçades que poden ser translúcids o opacs i, normalment, de color verd amb clapejats de tons més foscs. Es distingeix de la jadeïta per la seva lluentor oliosa i perquè s'estella en fracturar-se. Es dona amb certa abundància al Canadà, la Xina, Nova Zelanda, els Estats Units, Taiwan i l'Àsia Central.

## Etimologia
Després de l'arribada del jade d'Amèrica a Europa, es van associar a la nefrita propietats curatives per als còlics i dolors d'esquena o de ronyons pel que va rebre el nom del llatí lapis nephriticus que significa pedra del ronyó.
Pounamu és el nom maorí de la nefrita verda que es dona al llarg de la costa occidental de Nova Zelanda i amb la qual se solen confeccionar hei tikis i armes tradicionals maoris com els meres.